# Venango (Nebraska)
Venango és una població dels Estats Units a l'estat de Nebraska. Segons el cens del 2000 tenia 175 habitants.

## Demografia
Segons el cens del 2000, Venango tenia 175 habitants, 68 habitatges, i 51 famílies. La densitat de població era de 270,3 habitants per km².
Dels 68 habitatges en un 29,4% hi vivien nens de menys de 18 anys, en un 69,1% hi vivien parelles casades, en un 4,4% dones solteres, i en un 25% no eren unitats familiars. En el 22,1% dels habitatges hi vivien persones soles el 8,8% de les quals corresponia a persones de 65 anys o més que vivien soles. El nombre mitjà de persones vivint en cada habitatge era de 2,57 i el nombre mitjà de persones que vivien en cada família era de 3.
Per edats la població es repartia de la següent manera: un 28% tenia menys de 18 anys, un 5,7% entre 18 i 24, un 21,1% entre 25 i 44, un 33,7% de 45 a 60 i un 11,4% 65 anys o més.
L'edat mediana era de 40 anys. Per cada 100 dones de 18 o més anys hi havia 93,8 homes.
La renda mediana per habitatge era de 24.444 $ i la renda mediana per família de 29.688 $. Els homes tenien una renda mediana de 23.125 $ mentre que les dones 18.750 $. La renda per capita de la població era de 12.281 $. Aproximadament el 15,7% de les famílies i el 21,8% de la població estaven per davall del llindar de pobresa.

## Poblacions més properes
El següent diagrama mostra les poblacions més properes.